# واتلی (آلاباما)
واتلی (به انگلیسی: Whatley) شهرکی در شهرستان کلارک ایالت آلاباما است که مساحت آن ۳٫۳۴ کیلومترمربع است و در سرشماری سال ۲۰۱۰ میلادی، ۱۵۰ نفر جمعیت داشته و تراکم جمعیتی آن، ۴۴٫۹۱ در کیلومترمربع بوده است.

## جغرافیا
واتلی در 31°39′03″N 87°42′18″W واقع شده است.